# Miami Herald
Miami Herald is een Amerikaanse krant. Het hoofdkantoor staat in Doral in de staat Florida, op enkele kilometers afstand van de stad Miami. Het is in eigendom van The McClatchy Company. De krant werd opgericht in 1903 en is de grootste krant in de regio. Het wordt gedrukt op broadsheet-formaat. Er is een oplage van 147.000 dagelijks en 190.000 zondags (stand 2011).